# Rhyl Football Club
Rhyl F.C. foi uma equipe galesa de futebol com sede em Rhyl. Disputava a segunda divisão do Campeonato Galês, a Cymru North.
Seus jogos eram disputados no The Corbett Sports Stadium, que possui capacidade para 3.000 espectadores.

## História
O Rhyl F.C. foi fundado em 1879.

### Clube no Futebol Inglês
Por muitos anos diversos clubes galeses participaram do sistema de ligas do futebol inglês por diversos motivos, pela dificuldade no deslocamento para os jogos dentro do próprio território galês, o fato de a liga galesa possuir muitos times amadores enquanto as divisões inferiores da Inglaterra eram profissionais. Com a criação da Premier League do País de Gales em 1992-93 alguns destes times retornaram ao futebol galês. Porém 11 clubes galeses permaneceram no futebol inglês, destes 11, 3 deles (Swansea City, Cardiff City e o Wrexham) faziam parte da English Football League, ou seja disputavam uma das 4 primeiras divisões do futebol inglês e portanto a Associação de Futebol do País de Gales permitiu que estes permanecessem no futebol inglês. Porém 8 clubes (Bangor City, Barry Town, Caernarfon Town, o próprio Colwyn Bay, Merthyr Town, Newport County, Newtown e o próprio Rhyl) de divisões inferiores inglesas, que estavam na National League System se recusaram a deixar o futebol inglês para disputar o Campeonato Galês, portanto estes clubes ficaram conhecidos como Irate Eight. Após certa relutância o Bangor City, o Newtown e o Rhyl decidiram migrar para o futebol galês, porém o Rhyl decidiu que iria participar em cima da hora, após a tabela já ter sido divulgada e acabou sendo colocado na Cymru Alliance (2ª divisão galesa na época), sagrou-se campeão e ascendeu à 1ª Divisão na temporada 1994–95.
O clube foi bicampeão da 1ª Divisão do País de Gales, um título na temporada 2003–04 e outro na temporada 2008–09. o Rhyl FC representou País de Gales em várias edições de competições europeias de clubes.
Devido à dificuldades financeiras, agravadas pela Pandemia de COVID-19 no País de Gales, o clube decretou falência, no dia 21 de abril de 2020, após 141 anos de existência. O clube estava na 9ª posição na temporada 2019–20 da Cymru North (2ª Divisão galesa), com 35 pontos em 24 jogos disputados.

## Títulos
1ª Divisão do País de Gales: 2 (2003–04 e 2008–09)
 2ª Divisão do País de Gales: 2 (1993–94, 2012–13)
 Copa de Gales: 4 (1951–52, 1952–53, 2003–04, 2005–06)
 Copa da Liga de Gales: 2 (2002–03, 2003–04)

### Destaque
Vice-Campeão da 1ª Divisão do País de Gales: 2 (2004–05, 2006–07)
 Vice-Campeão da 2ª Divisão do País de Gales: 2 (2010–11, 2011–12)
 Vice-Campeão da Copa de Gales: 4 (1926–27, 1929–30, 1936–37, 1992–93)
 Vice-Campeão da Copa da Liga de Gales: 4 (2004–05, 2006–07, 2007–08, 2009–10)
 Vice-Campeão da FAW Premier Cup: 1 (2003–04)

## Resultados em Competições Europeias
| Temporada | Competição                | Fase                      | Adversário | Jogo como Mandante | Jogo como Visitante | Placar Agregado |
| --------- | ------------------------- | ------------------------- | ---------- | ------------------ | ------------------- | --------------- |
| 2004–05   | Liga dos Campeões da UEFA | Primeira Pré-Eliminatória | Skonto FC  | 1–3                | 0–4                 | 1–7             |
| 2005–06   | Copa da UEFA              | 1ª Pré-Eliminatória       | Atlantas   | 2–1                | 2–3                 | 4–4 (g.f.)      |
| 2005–06   | Copa da UEFA              | 2ª Pré-Eliminatória       | Viking     | 0–1                | 1–2                 | 1–3             |
| 2006–07   | Copa da UEFA              | 1ª Fase de Classificação  | Sūduva     | 0–0                | 1–2                 | 1–2             |
| 2007–08   | Copa da UEFA              | 1ª Fase de Classificação  | Haka       | 3–1                | 0–2                 | 3–3 (g.f.)      |
| 2008      | Copa Intertoto da UEFA    | 1ª Eliminatória           | Bohemians  | 2–4                | 1–5                 | 3–9             |
| 2009–10   | Liga dos Campeões da UEFA | 2ª Fase de Qualificação   | Partizan   | 0–4                | 0–8                 | 0–12            |